# Françoise de Veyrinas
Pour les articles homonymes, voir Gardey.
Françoise Hébrard de Veyrinas, née Françoise Marie Émilie Gardey de Soos, connue sous le nom Françoise de Veyrinas, le 4 septembre 1943 à Alzonne (Aude) et morte le 16 août 2008 au domaine de Bonétis à Montréal (Aude), est une femme politique française.

## Biographie
Françoise Gardey de Soos, épouse de François Hébrard de Veyrinas, est née dans une ancienne famille du sud-ouest de la France. Élue municipale UDF, puis UMP de Toulouse sans discontinuer depuis 1983, elle est première adjointe de sa ville de 1995 à 2008, et vice-présidente de la Communauté d'agglomération du Grand Toulouse. Elle siège au Conseil régional Midi-Pyrénées puis au Conseil général de Haute-Garonne. Elle est également membre du Parlement européen, à la suite de la démission de François Bayrou. Spécialiste des questions sociales, elle est brièvement, de mai à novembre 1995, Secrétaire d'État aux Quartiers en difficulté dans le premier gouvernement Juppé (elle en est écartée avec 7 autres femmes secrétaires d'État qui avaient été nommées en même temps qu'elle, surnommées « les Juppettes »). Elle rejoint l'UMP en 2002.
Élue députée UDF-CDS en 1993, elle échoue ensuite par trois fois aux législatives en 1997, 2002 et en 2007.
Après le départ de Philippe Douste-Blazy au ministère de la Santé, Françoise de Veyrinas est nommée maire de Toulouse du 30 avril 2004 au 5 mai 2004 en attendant l'élection par le conseil municipal de Jean-Luc Moudenc. En 2008, bien que réélue conseillère municipale sur la liste du maire sortant Jean-Luc Moudenc, cette liste ayant été battue, elle siégea dans l'opposition municipale au nouveau maire socialiste Pierre Cohen.
De mai 2003 à sa mort, Françoise de Veyrinas est présidente du Conseil national des missions locales.
Françoise de Veyrinas est décédée le 16 août 2008, à 64 ans, des suites d’un cancer. De nombreux hommages ont salué cette femme de « courage et de conviction », selon son rival socialiste local Pierre Cohen, présent à ses obsèques le 19 août. Elle est inhumée au cimetière d'Alzonne, localité voisine de Montréal, où elle possédait le « domaine de Bonétis », venu de son grand-père maternel, Georges Satgé, qui fut conseiller général du canton d'Alzonne de 1949 à 1961.

## Fonctions politiques
- Conseillère régionale de Midi-Pyrénées (1986-1992)
- Conseillère générale du canton de Toulouse XII (1992-1998)
- Députée de la sixième circonscription de la Haute-Garonne de 1993 à 1995
- Secrétaire d'État aux Quartiers en difficulté, auprès du ministre chargé de l'Intégration et de la Lutte contre l'Exclusion dans le gouvernement Alain Juppé (1) en 1995
- Députée européenne de 2002 à 2004
- Conseillère municipale de Toulouse de 1983 à 2008
- Première adjointe au maire de Toulouse de 1995 à 2008 (mandats de Dominique Baudis, Philippe Douste-Blazy et Jean-Luc Moudenc)
- Maire de Toulouse par intérim du 30 avril au 5 mai 2004

## Vie associative et citoyenne
- Déléguée régionale à la Condition féminine de Midi-Pyrénées (1979-1982 et 1986-1989)
- Responsable du maintien à domicile des personnes âgées dans la Haute-Garonne (1983-1986)
- Chargée de mission auprès du ministre des Affaires sociales, de la Santé et de la Ville, Simone Veil (1994)

## Distinctions
- Officière de la Légion d'honneur, le vendredi 9 février 2007
- Officière de l'ordre national du Mérite, le 31 décembre 2005
- Médaille d'honneur de la ville de Carcassonne, le 21 septembre 1995[3]

## Hommages
Le parvis Françoise Hébrard de Veyrinas, qui occupe la place des Carmes face à la rue du Languedoc, à Toulouse, lui rend hommage depuis 2009.
Un Ehpad est inauguré en son hommage le 29 octobre 2014 à Toulouse par Jean-Luc Moudenc.
Une Maison d'accueil spécialisée a été rebaptisée en son hommage le 27 juillet 2019 à 
Gratentour.

## Famille
La nièce de Françoise de Veyrinas, Bénédicte de Malefette, épouse en 2011 Vincent Beauvillain, neveu de la reine de Danemark, Margrethe II.

### Sources et bibliographie
- AFP, 18 août 2008
- La Dépêche 21/09/2009
- Liste des maires de Toulouse